# Magnolia delavayi
Magnolia delavayi este o specie de plante din genul Magnolia, familia Magnoliaceae, descrisă de Adrien René Franchet. A fost clasificată de IUCN ca specie în pericol. Conform Catalogue of Life specia Magnolia delavayi nu are subspecii cunoscute.